# Goldene Woche (Volksrepublik China)
Goldene Woche (chinesisch 黃金週 / 黄金周, Pinyin Huángjīn zhōu, Jyutping Wong4gam1 zau1, englisch Golden Week) ist in der Volksrepublik China die Bezeichnung für drei verschiedene arbeitsfreie Wochen:
- Chunyun und das Frühlingsfest im Januar oder Februar
- die Woche der Arbeit beginnend am 1. Mai (englisch Labour Day Golden Week, chinesisch 五一黃金週 / 五一黄金周,  Wǔyī Huángjīn zhōu, Jyutping Ng5jat1 Wong4gam1 zau1)
- die Nationalfeiertagswoche beginnend am 1. Oktober[2] (englisch National Day Golden Week, chinesisch 十一黃金週 / 十一黄金周,  Shíyī Huángjīn zhōu, Jyutping Sap6jat1 Wong4gam1 zau1)

Diese staatlichen Feiertage wurden 1999 von der chinesischen Regierung der Volksrepublik eingeführt, um den Binnenmarkt für Tourismus zu beleben, den allgemeinen Lebensstandard zu erhöhen und Verwandtschaftsbesuche über weite Strecken zu ermöglichen. Genau wie bei der japanischen Goldenen Woche sind diese in der Volksrepublik neben der alljährlichen Reisewelle Chunyun zum chinesischen Neujahr (Frühlingsfest) eine intensive Reisezeit.
Die Woche der Arbeit wurde ab 2008 auf den Feiertag 1. Mai reduziert und ab 2019 als arbeitsfreie Woche wiedereingeführt.

## Website
- Rory Boland: Golden Week in China. In: www.tripsavvy.com. 11. Februar 2021 (englisch).
- Chinese National Day. In: www.travelchinaguide.com. 16. November 2020 (englisch).